# Bombax lukayense
Bombax lukayense är en malvaväxtart som beskrevs av Wildem. och Th. Dur.. Bombax lukayense ingår i släktet Bombax och familjen malvaväxter. Inga underarter finns listade i Catalogue of Life.